# Santa Lucía en los Juegos Olímpicos de Pekín 2008
Santa Lucía estuvo representada en los Juegos Olímpicos de Pekín 2008 por cuatro deportistas, un hombre y tres mujeres, que compitieron en dos deportes.
La portadora de la bandera en la ceremonia de apertura fue la atleta Levern Spencer. El equipo olímpico santalucense no obtuvo ninguna medalla en estos Juegos.